# Alan García

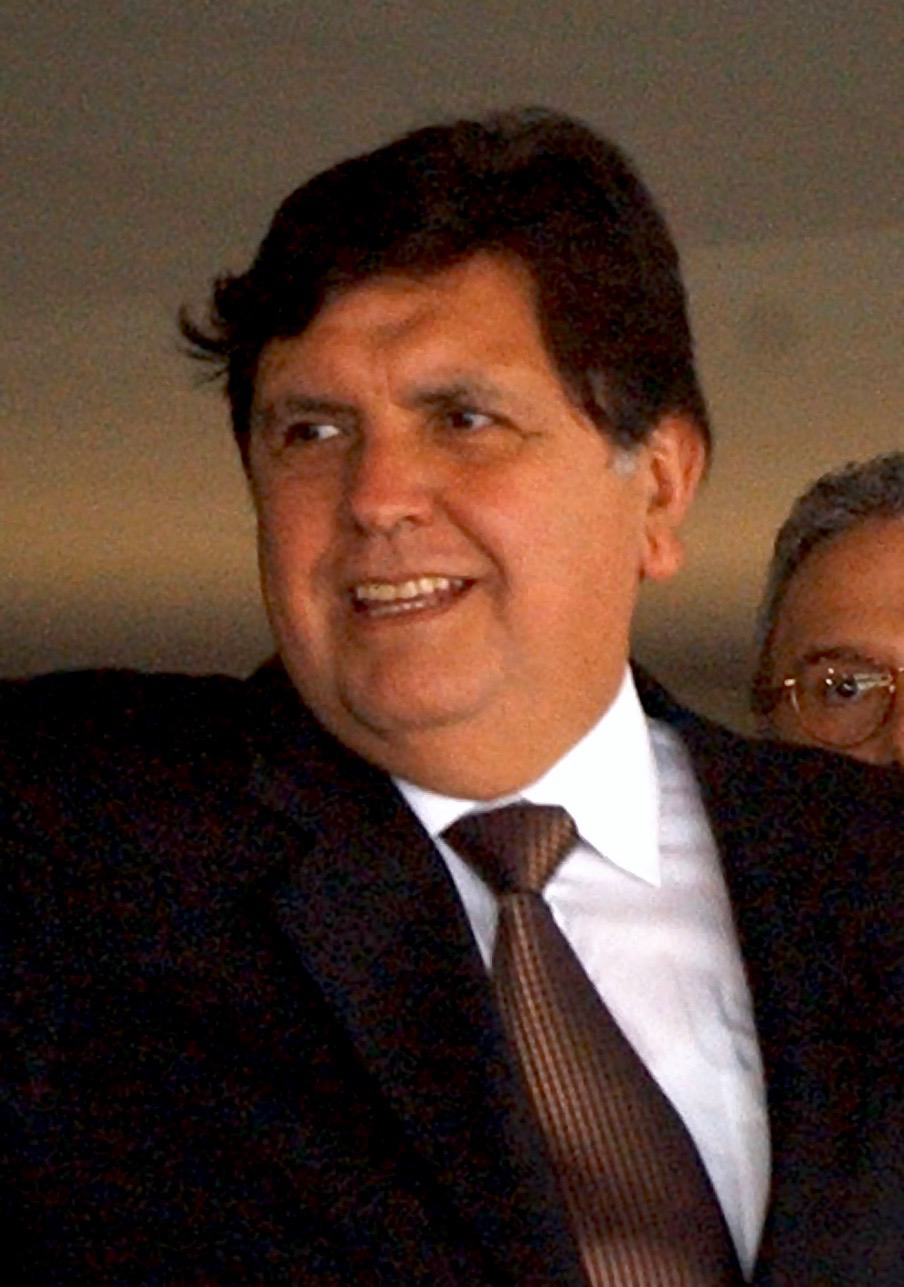
Alan García in Brasília

Alan Gabriel Ludwig García Pérez (* 23. Mai 1949 in Lima; † 17. April 2019 ebenda) war ein peruanischer Rechtsanwalt und sozialdemokratischer Politiker (APRA). Er war von 1985 bis 1990 und erneut von 2006 bis 2011 der Staatspräsident Perus.

## Leben

### Familie
Alan García wurde am 23. Mai 1949 geboren. Bereits seine Familie war eng mit der ehemals linken Partei APRA verbunden. García besuchte die Schule am Colegio Nacional José María Eguren im Stadtviertel Barranco von Lima.
Sein Vater war während der Regierungszeit des Generals Manuel A. Odría Parteisekretär, als die APRA für illegal erklärt wurde. Er wurde ins Gefängnis geworfen und sah seinen eigenen Sohn erstmals im Alter von fünf Jahren. Noch als Grundschüler trat Alan García der Jugendorganisation der APRA bei. Mit siebzehn Jahren erhielt er den Mitgliedsausweis der Partei.

### Präsidentschaft 1985–1990
Am 14. April 1985 wurde Alan García mit 45 % der Stimmen zum peruanischen Präsidenten gewählt. Obwohl die peruanische Verfassung bei Verfehlen der absoluten Mehrheit eine Stichwahl vorsah, wurde García aufgrund des Verzichts des zweitplatzierten Kandidaten, Alfonso Barrantes Lingan, zum Sieger erklärt. Er war zu diesem Zeitpunkt erst 35 Jahre alt und der erste von der APRA gestellte Präsident seit Parteigründung.
Seine Regierung war stark umstritten. Auch wenn er in den ersten Jahren durch seine Jugendlichkeit und gleichzeitige Autorität beeindruckte, wurden die Ergebnisse insbesondere seiner Wirtschaftspolitik von marktwirtschaftlich orientierten Kritikern als ursächlich für die bis dato größte ökonomische Krise seines Landes angesehen.
Die Wirtschaftspolitik Garcías war von starker staatlicher Kontrolle wie auch von überhöhter Ausgabe neuen Geldes geprägt. Gleichzeitig wurden die Ratschläge des Internationalen Währungsfonds (IWF) abgewiesen und die Rückzahlung von Auslandsschulden auf 10 % der peruanischen Exporterlöse begrenzt. Dies führte zu Verzögerungen bei der Ratenbegleichung und zur Aussetzung der Förderung durch den IWF im Jahre 1986.
Ein weiteres Problem seiner Regierung war der bewaffnete Kampf des Sendero Luminoso, der unter Präsident Fernando Belaúnde Terry begonnen hatte, aber unter García in den Jahren 1986 und 1988 seinen Höhepunkt erreichte. Unter dem Vorwand der Guerilla-Bekämpfung gingen die peruanischen Streitkräfte brutal gegen die Zivilbevölkerung vor. Am 19. Juli 1986 kam es zur Tötung meuternder politischer Gefangener in mehreren Gefängnissen Limas. In diesem Zusammenhang wurde García persönlich verantwortlich gemacht. Ein diesbezügliches Verfahren wurde von der peruanischen Justiz allerdings eingestellt.
Der Verfall seiner Regierungsautorität begann mit dem Versuch, das Bankenwesen zur Kontrolle der eingesetzten Hyperinflation zu verstaatlichen. Diese erreichte 1722 % im Jahre 1988 und 2776 % im darauf folgenden Jahr. Zu Beginn des Jahres 1990 sprang dieser Indikator gar auf 7649 %. Die peruanische Währung Sol wurde zunächst durch den Inti, dann durch den Nuevo Sol ersetzt. Ein Neuer Sol entsprach schließlich einer Milliarde alter Soles.
Zusätzlich weitete sich der Skandal um die Stadtbahn von Lima (Tren Urbano) aus, welche von García wesentlich vorangetrieben wurde. Die finanziellen Mittel für den Bau versickerten in der Umgebung des Präsidenten und dessen Partei, mit Ausnahme einer kleinen Teilstrecke war der Bau über Jahre nicht nutzbar. In Teilen Limas standen die Säulen lange ohne die Verbindungsteile, die Strecke wurde erst während seiner zweiten Amtszeit fertig gebaut und von ihm am 11. Juli 2011 offiziell eingeweiht. Gegen García wurde in mehreren Untersuchungsausschüssen und Verfahren direkt ermittelt, und zahlreiche Konten wurden bei Offshore-Banken in Mittelamerika entdeckt. Eine letztliche gerichtliche Klärung steht noch aus.
Bei Antritt des Präsidentenamtes im Jahre 1985 war García wegen seiner jugendlichen, charismatischen Erscheinung, seiner Rednerbegabung und seines offensichtlichen Radikalismus beim Verteidigen der „Interessen des Volkes“ sehr populär. Bei seinem Abtritt 1990 hatte sich dies ins Gegenteil verkehrt. Bei der Zeremonie zur Amtsübergabe an seinen Nachfolger Alberto Fujimori war es García nicht möglich, eine letzte Rede ans Volk zu halten, da im Kongress (in dem seine Partei keine Mehrheit mehr besaß) bei seinen Versuchen, das Wort zu ergreifen, lautstarke Tumulte ausbrachen. Protokollgemäß musste er noch vor der Antrittsrede des neuen Präsidenten das Parlamentsgelände verlassen.

### Die Zeit nach 1990
Im Jahre 1991 wurde Alan García unter dem Vorwurf der unrechtmäßigen Bereicherung vor Gericht gestellt. Das Verfahren wurde 1992 eingestellt, da die Vorwürfe nicht in sich schlüssig erschienen. García wurde zum Generalsekretär der APRA ernannt. Am 5. April desselben Jahres bat García die kolumbianische Regierung um die Gewährung politischen Asyls; sein autoritärer Nachfolger Fujimori sei dabei, eine Diktatur aufzubauen. Danach hielt er sich in Frankreich auf.
Erst 2001 kehrte García nach Peru zurück. Ihm drohten Strafverfahren wegen Verantwortlichkeit für die Gefangenentötungen von 1986, und neuerlich wegen unrechtmäßiger Bereicherung. Dennoch kam es nie zum Verfahren vor Gericht. Nach einer Phase der Abstinenz von der peruanischen Politik kandidierte er bei den Wahlen von 2001 wieder für das Amt des Präsidenten, unterlag aber im zweiten Wahlgang gegen Alejandro Toledo.

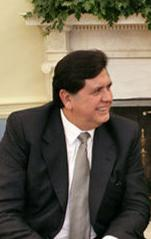
Alan García Perez im Oktober 2006

### Präsidentschaft 2006–2011
Für die Präsidentschaftswahlen 2006 kandidierte García erneut für APRA. Im ersten Wahlgang belegte er mit 24,3 % der Stimmen den zweiten Platz, hauchdünn vor der konservativen Kandidatin Lourdes Flores. Die Stichwahl am 4. Juni gegen den Linksnationalisten Ollanta Humala gewann er mit 52,6 % der Stimmen.
Alan García übernahm das Präsidentenamt am 28. Juli 2006, dem Nationalfeiertag Perus.
Nach seinem Amtsantritt verlor der Präsident zunehmend an Popularität. Seine auf Export ausgerichtete Politik führte zu Protesten der Bevölkerung. Im März 2008 ließ er Proteste gegen die Privatisierung des Regenwaldes durch ausländische Unternehmen mit äußerster Brutalität niederschlagen. Nachdem im Oktober 2008 bekannt wurde, dass enge Freunde und Mitarbeiter des Präsidenten in einen Bestechungsskandal verwickelt sind, sah er sich gezwungen, den Ministerrat aufzulösen und alle Ministerposten neu zu besetzen. Hohe Regierungsmitarbeiter hatten „Kommissionen“ eingestrichen, damit das norwegische Unternehmen Discover Petroleum Vorzugsbedingungen bei der Ausbeute von peruanischem Erdöl bekommt.
Nachdem im Oktober 2008 Jorge del Castillo Gálvez als Premierminister zurückgetreten war, ernannte García sodann Yehude Simon zu dessen Nachfolger. Im Juli 2009 trat Simon als Premierminister aufgrund politischer Spannungen mit der indigenen Bevölkerung und deren Führer Alberto Pizango zurück. Als Nachfolger ernannte García Javier Velásquez Quesquén. Da Velásquez als Kandidat der APRA für das Amt des Präsidenten im Jahr 2011 kandidieren wollte, trat auch er am 12. September 2010 von seinem Amt zurück. Im Rahmen einer Kabinettsumbildung ernannte García am 14. September 2010 José Antonio Chang zum neuen peruanischen Ministerpräsidenten.
Alan García forderte die Einführung der Todesstrafe in Peru für Gewaltverbrechen, konnte aber nicht die erforderliche Mehrheit dafür im Parlament gewinnen. Er erklärte sich bereit, persönlich „50 Vergewaltigern den Kopf abzuschneiden“. Bislang lässt die Verfassung Perus die Todesstrafe nur bei Hochverrat im Kriegsfall zu.
Unter Alan García erholte sich die peruanische Wirtschaftstätigkeit im Verlauf des Jahres 2009 bis hin zum Jahresbeginn 2010 wieder kräftig. Nach einer kurzen Abschwächung in den ersten Quartalen des Jahres 2009 konnte vor allem im letzten Quartal wieder ein solides Wachstum erzielt werden. Das im regionalen Vergleich überdurchschnittliche Wachstum Perus hielt weiter an. Im Jahr 2009 stieg das Bruttoinlandsprodukt (BIP) um insgesamt 1,12 %. Die Arbeitslosigkeit sank im Vergleich zum Vorjahr von 8,8 % auf 8,6 %. Peru zählte zu den wenigen Staaten weltweit, die auch im Krisenjahr 2009 ein Wirtschaftswachstum verzeichnen konnten.
Im Juli 2011 wurde Ollanta Humala sein Nachfolger im Präsidentenamt.

### Die Zeit nach 2011
García verließ Peru erneut und lebte in Madrid. Als er 2016 bei der Präsidentschaftswahl kandidierte, erhielt er lediglich 6 Prozent der Stimmen.
Um im Rahmen des Odebrecht-Korruptionsskandals auszusagen, flog García 2018 von Spanien nach Lima. Als der Untersuchungsrichter ihm ein 18-monatiges Ausreiseverbot auferlegte, verlangte er im November 2018 in der Botschaft Uruguays Asyl. Dies wurde ihm verweigert. In Umfragen des Jahres 2018 war er der unpopulärste Politiker Perus.
Am 17. April 2019 sollte García verhaftet werden. García schoss sich kurz vor Eintreffen der Polizei mit einer Pistole in den Kopf und wurde mit lebensgefährlichen Verletzungen in ein Krankenhaus eingeliefert. Er starb noch am selben Tag an den Folgen der Schussverletzung. Seine Angehörigen lehnten ein Staatsbegräbnis ab.